# Gendarm Möbius
Gendarm Möbius ist ein deutsches Stummfilmmelodram von Stellan Rye aus dem Jahre 1913.

## Handlung
Polizeigendarm Möbius ist ein rechtschaffener Mann, der ehrlich seinen Dienst tut. Lediglich seine Tochter Stina bereitet ihm große Sorgen. Sie hat sich mit einem Windhund namens Franz Lohmann eingelassen, und nun ist sie von ihm schwanger. Um dem Vater die gesellschaftliche Schande zu ersparen, geht Stina in die nächste Stadt, um dort ihr Baby zur Welt zu bringen. Doch es wird eine Totgeburt. Daraufhin kehrt sie wieder heim. 
Inzwischen hat sich ihr Liebhaber Lohmann anderweitig orientiert und ist bereits verlobt. Die Hochzeit Lohmanns soll am nächsten Abend stattfinden. Außer sich vor Zorn angesichts dieser Treulosigkeit steckt Stina Franz Lohmanns Haus in der Hochzeitsnacht in Brand. Bei dieser Brandstiftung wird sie von ihrem eigenen, diensthabenden Vater ertappt und von diesem dem Amtsgericht übergeben. Um die Familienehre wiederherzustellen, begeht der Gendarm Möbius schließlich Selbstmord durch den Sturz in den tief gelegenen Amtsgraben.

## Produktionsnotizen
Gendarm Möbius, ein seltener Ausflug Stellan Ryes in das Sozialmelodram, entstand im Spätsommer/Frühherbst 1913 im Bioscop-Atelier in Neubabelsberg. Der dreiaktige Film mit einer Länge von 1066 Metern passierte die Filmzensur am 15. Oktober 1913 und wurde im Mai oder Juni 1914 erstmals in Deutschland aufgeführt. Belegt ist jedoch bereits eine Aufführung vom November 1913, die im Odeon-Theater von Yokohama, Japan, stattfand. In Österreich-Ungarn wurde der Film sogar wohl bereits im September 1913 in Augenschein genommen, wie eine Filmkritik aus diesem Monat (s. u.) belegt.
Die Bauten schuf Robert A. Dietrich.
Neben Der Student von Prag ist dieser Film die einzige Rye-Inszenierung, die nicht als verschollen gilt. Aufgrund der Thematik rund um Ehrbegriff und Ehrerhaltung fand der Streifen in Japan ein sehr interessiertes Publikum. Der japanische Filmkritiker Seiji Ogawa führte in einer Rezension vom April 1914 in der Fachzeitschrift Kinema Record aus, dass das Verhalten des aufrichtigen und treuherzigen Titelhelden Möbius im Mittelpunkt des Geschehens große Ähnlichkeiten mit dem japanischen Ehrenkodex Bushidō aufweise.

## Kritik
„Diese Geschichte echt deutschen Pflichtbewußtseins wurde von der Bioscop sehr geschickt verfilmt und keine geringere wie Lucie Höflich ist dabei Pate gestanden. Es bleibt eine Meisterleistung, welche diese hervorragende Reinhardtschülerin auf den Film gebracht hat. Mit prachtvoller Einfachheit steigert sie den Seelenkampf eines von ihrem Liebhaber verlassenen Mädchens bis zu dem Höhepunkt der seelischen Unzurechnungsfähigkeit, die sie zur Brandstifterin macht. Herrlich ist die Charakterzeichnung des Gendarmen gelungen, der die Pflicht über alles im Leben stellt. (…) Das Drama interessiert vom Anfang bis zum Ende und hält den Zuschauer in atemloser Spannung. Die Bilder des Dorfbrandes und die Szenen, die den Seelenkampf des Mädchens ausmachen, aber auch die Hauptmomente des Vater Möbius haben eine gewaltige Wirkung.“